# Paris-Tours 1998
 (mai 2015).
Si vous disposez d'ouvrages ou d'articles de référence ou si vous connaissez des sites web de qualité traitant du thème abordé ici, merci de compléter l'article en donnant les références utiles à sa vérifiabilité et en les liant à la section « Notes et références ».
La 92e édition de Paris-Tours a eu lieu le dimanche 4 octobre 1998. Il s'agit de la neuvième épreuve de la Coupe du Monde de cyclisme. Elle a été remportée par le Français Jacky Durand.

## Récit de la course
km 54

attaque de Pascal Deramé.

km 71

Deramé est rejoint en tête de course par Fabio Roscioli.

km 85

avance maximale pour les 2 échappés : 7 minutes.

km 167

Fabio Roscioli est maintenant seul en tête.

km 210

Roscioli est rejoint par un groupe comprenant entre autres Jacky Durand, Nico Mattan, Koos Moerenhout, Frédéric Guesdon, Jens Voigt et Mirko Gualdi.

km 229

Jacky Durand attaque et se retrouve seul en tête.

km 234

Durand est rejoint par Mirko Gualdi.

km 250

Dans le peloton, Michele Bartoli place un démarrage, suivi par Laurent Brochard qui porte ce jour-là pour la dernière fois en compétition le maillot de Champion du monde. Le peloton ne les laisse pas partir.

km 254

Jacky Durand dispose facilement au sprint de Mirko Gualdi. Jaan Kirsipuu complète le triomphe de l'équipe Casino en remportant le sprint du peloton pour la troisième place. Michele Bartoli remporte officiellement la Coupe du monde à la suite de cette épreuve.

En remportant Paris-Tours, Jacky Durand met fin à 42 ans de disette pour les coureurs français dans cette classique. La dernière victoire française sur Paris-Tours remontait en effet à 1956 avec Albert Bouvet.

## Classement final
| Pos. | Cycliste             | Équipe                | Temps           |
| ---- | -------------------- | --------------------- | --------------- |
| 1    | Jacky Durand         | Casino                | 5 h 45 min 14 s |
| 2    | Mirko Gualdi         | Polti                 | + 2 s           |
| 3    | Jaan Kirsipuu        | Casino                | + 31 s          |
| 4    | Stefano Zanini       | Mapei-Bricobi         | m.t.            |
| 5    | Nicola Minali        | Riso Scotti           | m.t.            |
| 6    | Max van Heeswijk     | Rabobank              | m.t.            |
| 7    | Alessandro Bertolini | Cofidis               | m.t.            |
| 8    | Jo Planckaert        | Lotto-Mobistar        | m.t.            |
| 9    | André Korff          | Festina               | m.t.            |
| 10   | Jean-Patrick Nazon   | La Française des jeux | + 32 s          |